# Metropolitano de Ecaterimburgo

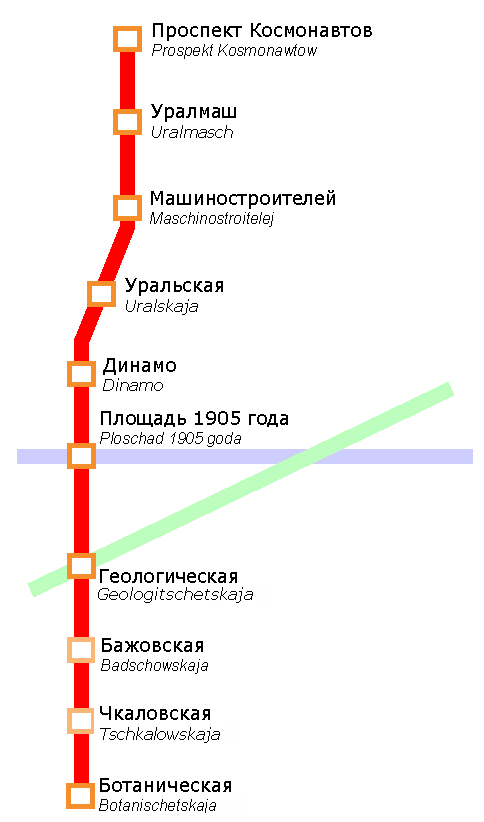

O Metrô de Ecaterimburgo é um sistema de transporte rápido Metropolitano, que serve a cidade de Ecaterimburgo, na Rússia. Foi o último sistema metropolitano aberto pela URSS.

## História
Os planos para a construção de um metrô na cidade surgiram no final dos anos 1970. Estudos de Viabilidade (FS) da 1 ª linha, foram concluídos pelo Instituto Sverdlovsk do Metro «Harkovmetroproekt» (Kharkiv, na Ucrânia). Ao estabelecer a aparência arquitetônica das estações, foi também marcada pela presença de especialistas de outras organizações de planejamento da cidade. Os nomes das estações na concepção e construção têm mudado as seguintes mudanças sócio-políticas no país.
Construção do metrô começou em agosto de 1980. A primeira pá de terra foi removida para a construção de poços verticais atual estação «Montes Urais». Acidentada paisagem da cidade, bem como a densa edifícios no centro necessária uma combinação de estações de profundidade e pequenas para se assentar. Inicialmente, as primeiras estações do metrô estão programados para abrir em 1987, o mais recente lançamento foi movido para 1989, mas o prazo foi movido.
Em 26 de abril de 1991, um grande comício na abertura da 6 ª metro da Rússia, e 13ª (último) metrô da União Soviética. Mas a abertura oficial data é considerada 27 de abril, quando às 6 horas da manhã começou a treinar o tráfego regular. O primeiro local do lançamento foi de apenas três estações. Dada a falta de câmeras na saída da estação de comboios de tráfego, trens movidos «shuttle» caminho. Durante o período de reformas económicas tem abrandado construção. Em meados-1990's adicionados novos sites que permitirá duplicar o comprimento da linha (estação Uralhskaia, «Dinamo» e «Ploshchad Tysiatcha Deviatssot Piatogo Goda» (em russo:  Praça em memória do ano 1905), última «estação Gueologuitcheskaia» («Geológica») foi inaugurado em 2002.
O custo da viagem em 1991 foi de 15 kopecks. Pagamento de despesas de deslocação para atualizar cada ano e em 2008 atingiu 11 rublos em termos de denominação. Após a liberalização dos preços pagos foi feita utilizando tokens comprados nas bilheterias das instalações Metrô.

### Cronologia
| Tratta                                 | Data di apertura    |
| -------------------------------------- | ------------------- |
| Estação Kosmonavtov–Machinostroitelei  | 26 de abril 1991    |
| Machinostroitelei–Uralhskaia           | 22 de dezembro 1992 |
| Uralhskaia–Ploshchad 1905 Goda         | 22 de dezembro 1994 |
| Ploshchad 1905 Goda–Gueologuitcheskaia | 30 de dezembro 2002 |

## Sistema
Sobre a linha existente, 9,5 quilômetros de comprimento situado sete estações. Como em todas as estações subterrâneas da antiga União Soviética eram ricas em decoração e ornamentação (embora visitantes podem notar que o Metrô de Ecatimburgo não está bem acesso as estações). A situação económica difícil durante a construção, não permitiram transformar completamente nos planos originais.
O serviço metropolitano «Kalinovskoe», e o material circulante (vagões tipo 81-717/714) é formada por 54 vagões para 4 carros na composição. Passageiros anuais em 2007 ascendeu a 46,4 milhões de pessoas.

### Linhas
O metrô está aberto das 6h00 às 0h00. Na linha vem a cada 4 minutos um metro chega a frente de uma estação.
O preço é muito baixo, em 2006 eram 9 rublos por viagem. As passagens do metrô podem ser adquiridos nas bilheterias com acesso pelas escadas rolantes.
| Linha | Nome                    | Trajeto                                   | Ano    | km     | Estações |
| ----- | ----------------------- | ----------------------------------------- | ------ | ------ | -------- |
| 1     | Uralhskaia              | Prospekt Kosmonavtov ↔ Gueologuitcheskaia | 1991   | 8,6 km | 7        |
| 2     | Verkh-Issetskaia        | n.v.t.                                    | n.v.t. | n.v.t. | n.v.t.   |
| 3     | Possadsko-Chartachskaia | n.v.t.                                    | n.v.t. | n.v.t. | n.v.t.   |

### Estações
Como é habitual na União Soviética, muitas das estações construídas muito profunda. Eles não são tão lindas como as decoradas como no Metrô de Moscou, embora este foi inicialmente planejadas. A deterioração das condições económicas, no entanto, assegurou que o desenho original, muitas vezes não poderiam ser implementadas. As decorações são principalmente de Arte moderna. As plataformas são, em média, 100 metros de comprimento e calculado sobre o carro do metrô com cinco vagões. As estações têm câmera de vigilância, e fotografar é proibido nas estações. Cada vez mais vai haver atividade marginal nas entradas dos carros do metrô, mas isso é proibido, passado local onde começa a verdadeira área metropolitana.